# Nic Fanciulli
|  | Denne artikel behøver tilrettelse af sprogstilen. Sproget i denne artikel er af uencyklopædisk karakter. Da Wikipedia er en åben encyklopædi, der skal kunne læses af alle, er det vigtigt at holde et naturligt og neutralt dansk (uden f.eks. indforståede fagudtryk og superlativer). Du kan hjælpe ved at forbedre teksten. |

Nicholas “Nic” Anthony Fanciulli (født 25. august 1979 i Kenya) er en engelsk musiker og DJ.
Der er sket meget siden Nic Fanciulli i teenageårene så (strobe-)lyset og efterfølgende besluttede sig for at tage dj-faget seriøst. Han steg hurtigt i graderne, og har i dette årtusinde været resident-dj på nogle af Englands hotteste klubber.
Derudover har han som en del af Skylark og Buick Projects (sammen med Andy Chatterly) remixet for bl.a. Kylie Minogue, Timo Mass og Underworld, men det er nok hans version af Tears For Fears' 'Shout', der huskes af flest.
I 2004 fik han æren af at lave et dj-mix til magasinet Mixmags prestigefyldte 'Live'-serie, der tidligere har haft navne som Moby, Laurent Garnier og førnævnte Carl Cox til at byde ind.
Året efter blev han også medlem i Renaissance-klubben og udsendte en dobbelt-cd, der viste hans store spændvidde som klub/live-dj.
Derudover optræder Nic Fanciulli også som fast dj på BBC's radioflade.

## Diskografi

### Albums
- 2005: Renaissance Presents Nic Fanciulli